# Тарцаль
Тарцаль (венг. Tarcal) — село в венгерском медье Боршод-Абауй-Земплен, в районе Токай.

## Расположение
Тарцаль расположен в месте схождения Альфельда и гор Земплен, у южного подножия Большой Лысой Горы, где находятся лучшие виноградники токайского Подгорья (Хедьялья).

## История
История села связана с Токаем. С основания государства с небольшими перерывами Тарцаль являлся королевским владением. В 1096 г. король Кальман принял закон о курьерной службе во время синода, проведенного там.
В 1110 г. в Тарцале провели государственное собрание. В 1398 г. король Сигизмунд издал указ, чтобы королевского казначея Иштвана, сына Миклоша Дебреи, ввели в тарцальское владение. С конца XIV века Тарцаль принадлежал к токайскому королевскому владению. В 1440 г. Янош Хуньяди овладел селом, но после его смерти оно снова стало королевским владением. В 1551 г. Тарцаль получил ранг сельскохозяйственного городка (город с крестьянским населением). В 1561 г. там провели синод, на котором председателем был протестантский реформатор Иштван Копачи. В 1560 гг. городок был уничтожен турками. В 1593 г. Кристоф Тойфенбах, капитан Верхней Венгрии, созвал затронутых туда на совещание для организации противотурецкой борьбы. В 1596 г. Рудольф II дал селу охранную грамоту. В 1599 г. тот же король закладывает Тарцаль за заем в 80 тысяч форинтов на военные цели. Эту сумму, а заодно и ценность Тарцаля, можно оценить сравнив её с суммой залога за Мукачево, которая в 1587 составляла 73 тысячи форинтов.
В 1603 г. Рудольф II заложил Тарцал Жигмонду Ракоци. В 1606 г. Иштван Бочкаи выкупил его у семьи Ракоци. Войска Басты почти полностью уничтожили городок. В 1620 г. в тарцальском винограднике семьи Турзо впервые собрали виноград асу (чёрный виноград). В 1622 г. Тарцаль стал владением трансильванского князя Габора Бетлена. В 1631 г. его вдова, Каталин Бранденбурги продала городок Иштвану Чаки. В 1638 он получил от Фердинанда III грамоту о разрешении окружить Тарцаль шанцами. С 1647 г. городком заведовала королевская казна. В 1662 г. его разрушили и ограбили татары. В 1674 г. он стал добычей лабанцев, воюющих около крепости в Токае, а также куруцев, владеющих крепостью в Серенче. В 1676 г. один из капитанов Иштвана Текели ограбил и поджег Тарцаль. В 1678 г. турки из Эгера во главе с агой Кара Хассаном снова подожгли городок. В 1679 г. жителей Тарцаля, принявших участие в беспорядках, связанных с холерой, посадили на кол.
В 1701 г. в одном из тарцальских виноградарских хозяйств написали «мы собрали почти одну бочку винограда асу, собирая каждую виноградину отдельно». В 1707 г. Тарцаль посетил Ференц Ракоци II. В 1748 г. Антал Грашшалкович готовит предложение для Марии Терезии, в котором занимается и тарцальскими казенными виноградниками. По его предложению создаются две современные виноградные фермы на пашне Сарваш и на южном склоне горы Хенье. Около 1760 г. в Тарцале поселяются швабские ремесленники. По переписи 1827 г. в городке живёт 217 евреев, большинство которых занимается торговлей. В 1849 г. у Тарцаля отражают атаку австрийского генерала Шлика. В 1858 г. до Тарцаля доходит железная дорога. В 1880 г. филлоксера наносит огромный ущерб винограду. В 1894 г. директор тарцальской школы для виноградарей, Виктор Кашинцки, личным примером и научной работой помогает снова заселить виноградом Подгорье. Тогда заселили виноградники Сарваш и Терезия, которые являлись королевским владением, используя современные методы.
В 1951 г. создали экспериментальную ферму Садоводческого и Виноградарского Исследовательского Института на месте бывших королевских виноградников. В этом институте разработали методы обрезки винограда, которые можно использовать при разных метеорологических условиях. Там проводили регулярные презентации для местных фермеров. В 1950-х гг. создали Тарцальский Госхоз, где вели крупное хозяйство. Их руководителями были Иштван Лешко и лауреат премии Кошута Йожеф Баконьи. В госхозе создали первую оросительную систему виноградников. Для ирригации участка в Дисноке площадью в 300 хольдов перегородили покрытую кочками котловину ручья Дорго плотиной длиной в 200 м. Участок орошали водой из пруда с помощью гравитазионного трубопровода длиной в 15 километров.
В 2015 г. над старым кладбищем возвестили статую Иисуса Христа высоты 8,5 метров. Её автором является венгерский скульптор Шандор Сабо.

## Население
| Год  | Численность | Численность |
| ---- | ----------- | ----------- |
| 2013 | 2898        | [ 4 ]       |
| 2014 | 2886        | [ 5 ]       |
| 2015 | 2866        | [ 6 ]       |
| 2021 | 2775        | [ 7 ]       |
| 2022 | 2612        | [ 8 ]       |
| 2023 | 2654        | [ 9 ]       |
| 2024 | 2611        | [ 1 ]       |

98 % населения поселка составляют венгры, 2 % признают себя рома.

## Достопримечательности
- Замок Дегенфельда. Семья графов Дегенфельд венгерско-немецкого происхождения играла важную роль в Токайском Подгорье. Граф Имре Дегенфельд являлся одним из основателей Ассоциации Виноградарей Токайского Подгорья, основанной в 1857 г. После войны Шандор Дегенфельд (1922-), лишенный своего имущества, жил в Румынии. В 1963 г. вместе со своей супругой Агнеш Бетлен он переселился в Германию. В 1994 г. семья выкупила владение и вместе с ним замок, в котором, после ремонта, в 1996 г. открыли гостиницу. Сад Терезия стал центром владения, там находится замок-гостиница.
- Помещичья усадьба Андраши. Это здание, построенное в стиле барокко, происходит из XVIII в. В XIX в. его перестроили в стиле классицизма. В 2007 г. в здании открыли четырёхзвездочную гостиницу.
- Римско-католическая церковь. Готическая приходская церковь была построена в XV в. В 1562 г. ей владели кальвинисты, которые использовали её до 1671 г. Раньше церковь имела две башни, но ныне осталась только одна. Когда Жофия Батори, вдова Дьердя Ракоци II обратилась в католическую веру, она исключила протестантов из тарцальской церкви. В 1776 г. церковь перестроили в стиле барокко. В 1834 г. церковь пострадала от землетрясения. Её восстановили в 1836 и 1856 гг.
- Часовня святой Терезии — была построена в XVIII веке в стиле барокко.
- Синагога — построена около 1800 г.
- Реформатская церковь — построена в 1797 году в стиле позднего барокко.
- Статуя Иисуса Христа — возведена в 2015 году.